# Wilburgstetten
Wilburgstetten är en kommun och ort i Landkreis Ansbach i Regierungsbezirk Mittelfranken i förbundslandet Bayern i Tyskland.
Kommunen ingår i kommunalförbundet Wilburgstetten  tillsammans med köpingen Weiltingen och kommunen Mönchsroth.